# Lopadotemakhoszelakhogaleokranioleipszanodrimüpotrimmatoszilphiokarabomelitokatakekhümenokikhlepikosszüphophattoperiszteralektrüonoptokephalliokinklopeleiolagóosziraiobaphétraganopterügón
A lopadotemakhoszelakhogaleokranioleipszanodrimüpotrimmatoszilphiokarabomelitokatakekhümenokikhlepikosszüphophattoperiszteralektrüonoptokephalliokinklopeleiolagóosziraiobaphétraganopterügón (görög betűkkel: λοπαδοτεμαχοσελαχογαλεοκρανιολειψανοδριμυποτριμματοσιλφιοκαραβομελιτοκατακεχυμενοκιχλεπικοσσυφοφαττοπεριστεραλεκτρυονοπτοκεφαλλιοκιγκλοπελειολαγῳοσιραιοβαφητραγανοπτερύγων) egy kitalált étel neve Arisztophanész A nőuralom ( Ἐκκλησιάζουσαι, i. e. 448–380.) című komédiájának 1169-1170. sorában.
A Liddell–Scott-féle szótárban megadott értelmezés szerint „egy mindenféle finomságokból, közte halból, húsból, szárnyasból és mártásokból álló étel neve”. A görög szó 171 betűs (az egyes latin betűs átírások betűinek számai ettől eltérhetnek), évszázadokon át a leghosszabb szóként volt számon tartva. 27 önálló szót tartalmaz.
Az 1990-es Guinness Rekordok Könyve szerint ez a leghosszabb, az irodalomban valaha előfordult szó.

## Az előforduló szavak jelentései
1. lopasz – λοπάς tál, étel

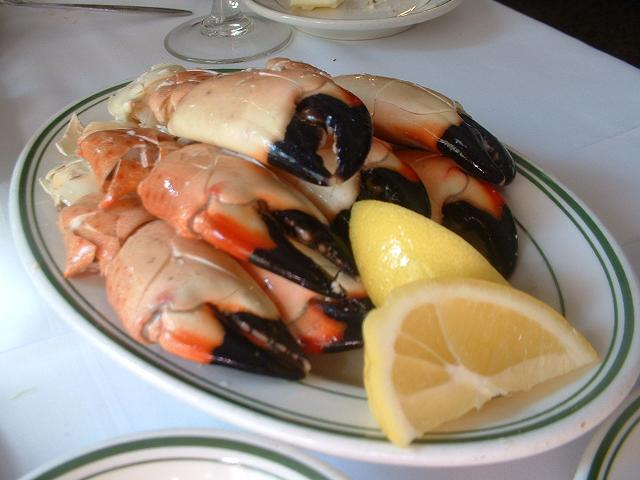
Tarisznyarák tányéron

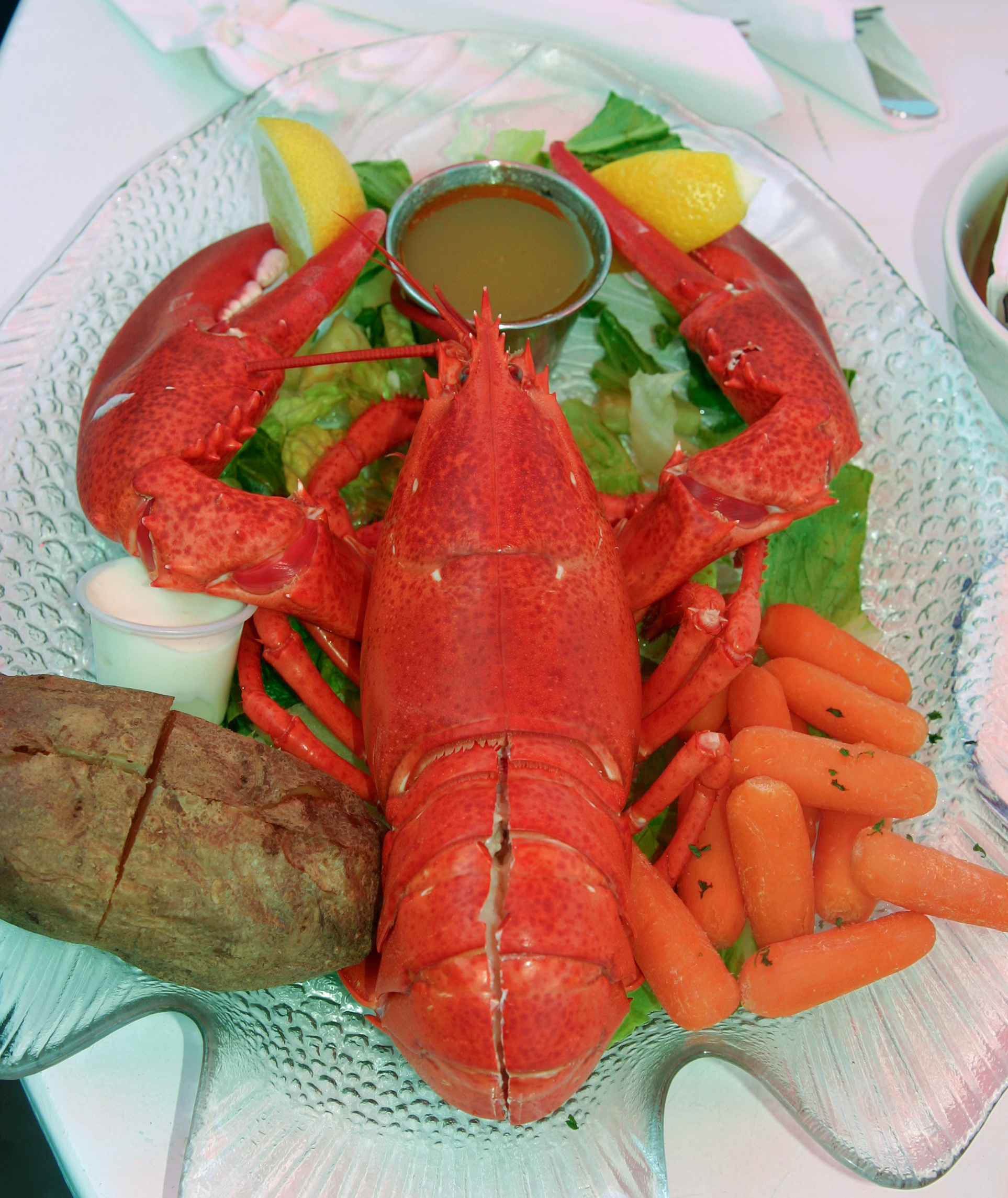
Homár zöldségágyon

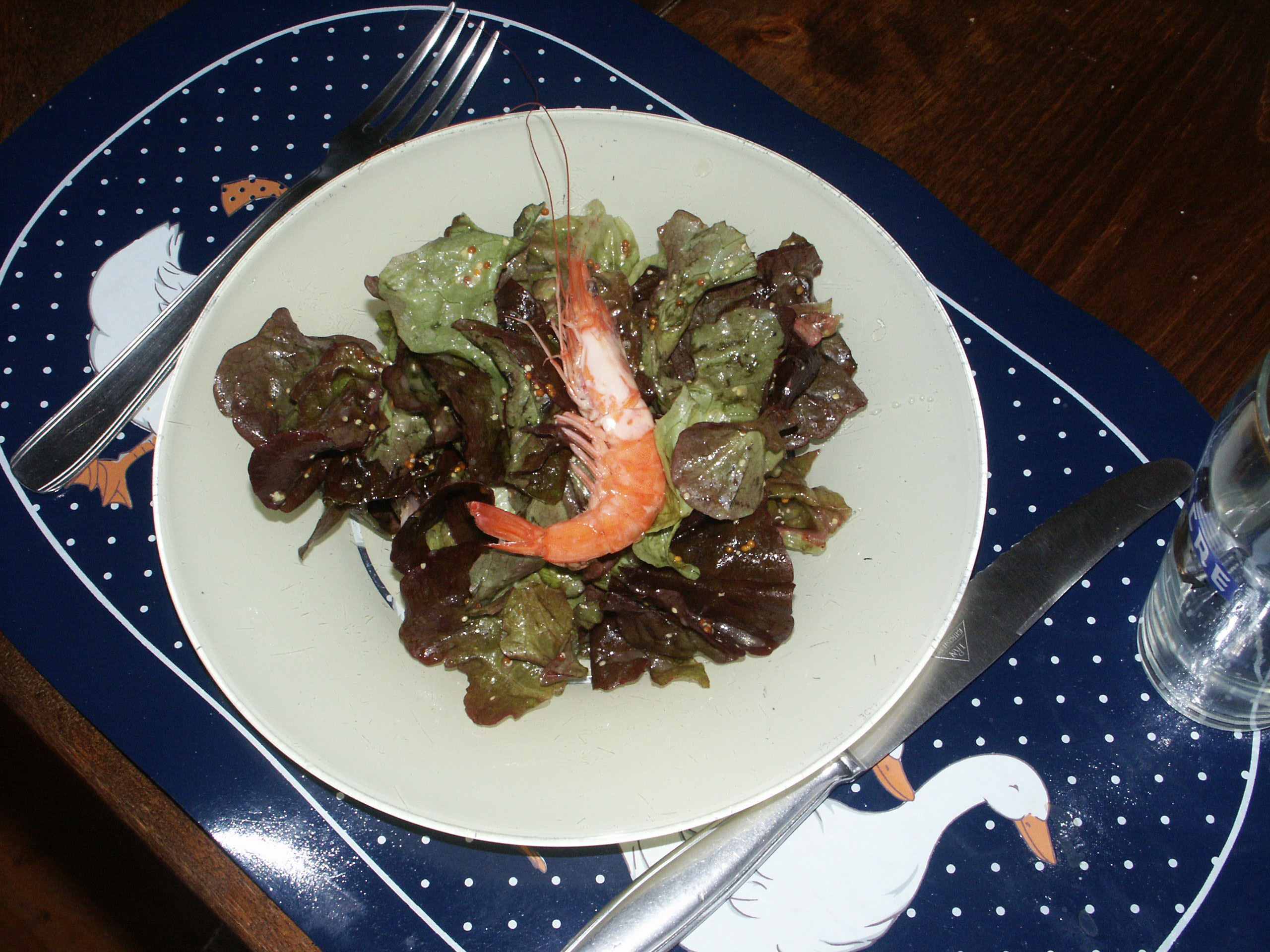
Garnélasaláta

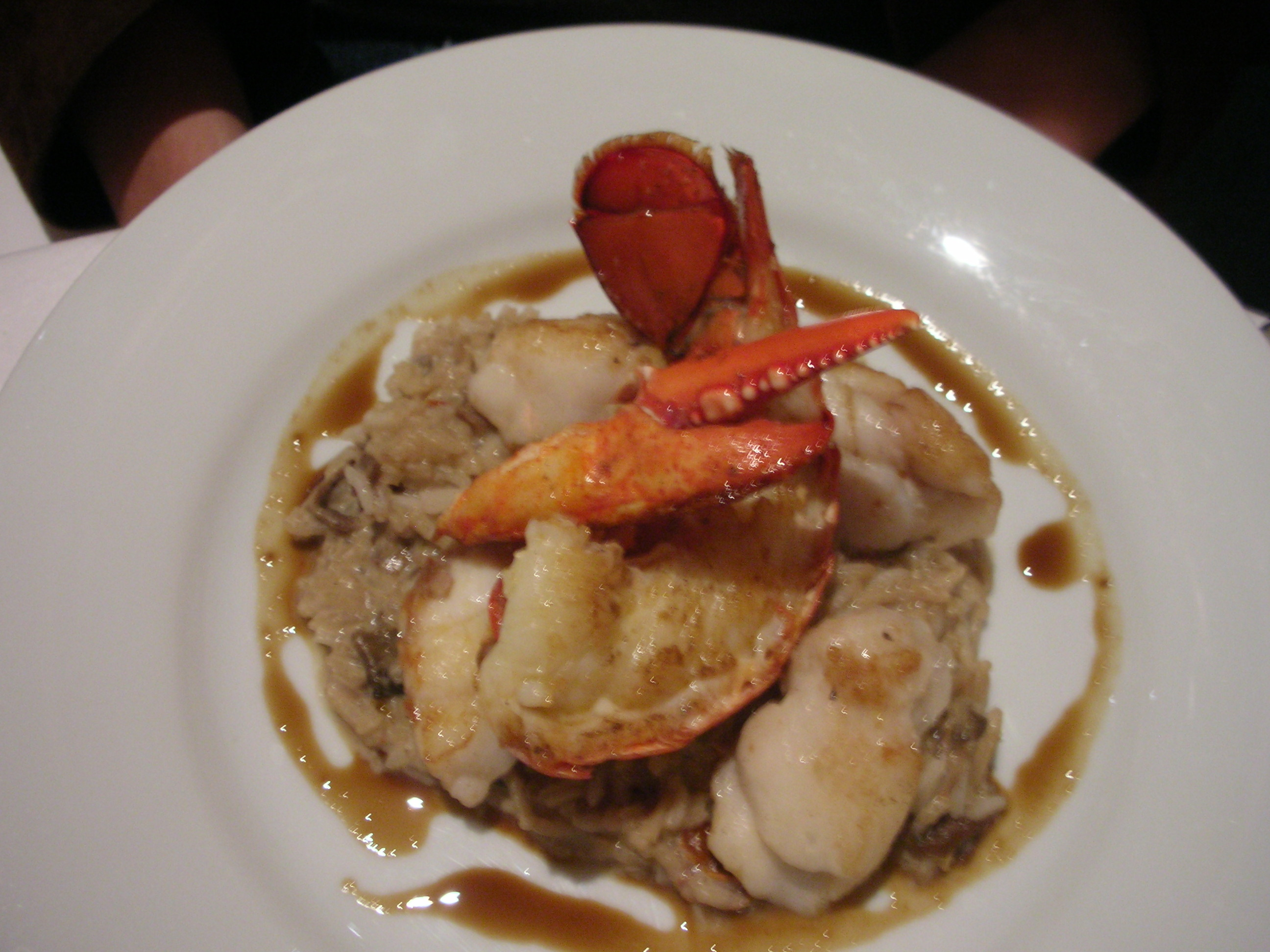
Homárbecsinált

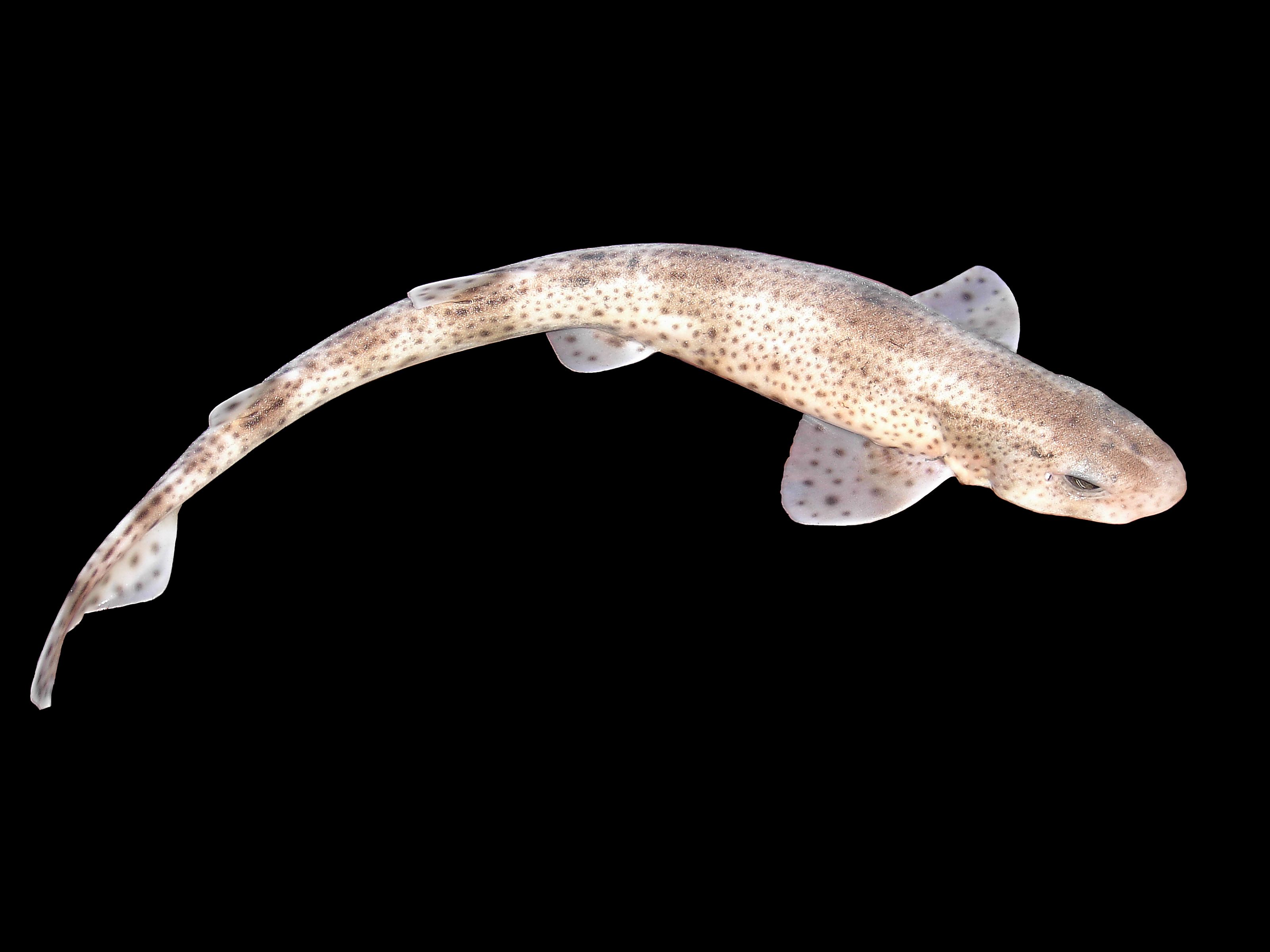
Kis macska- vagy kutyacápa

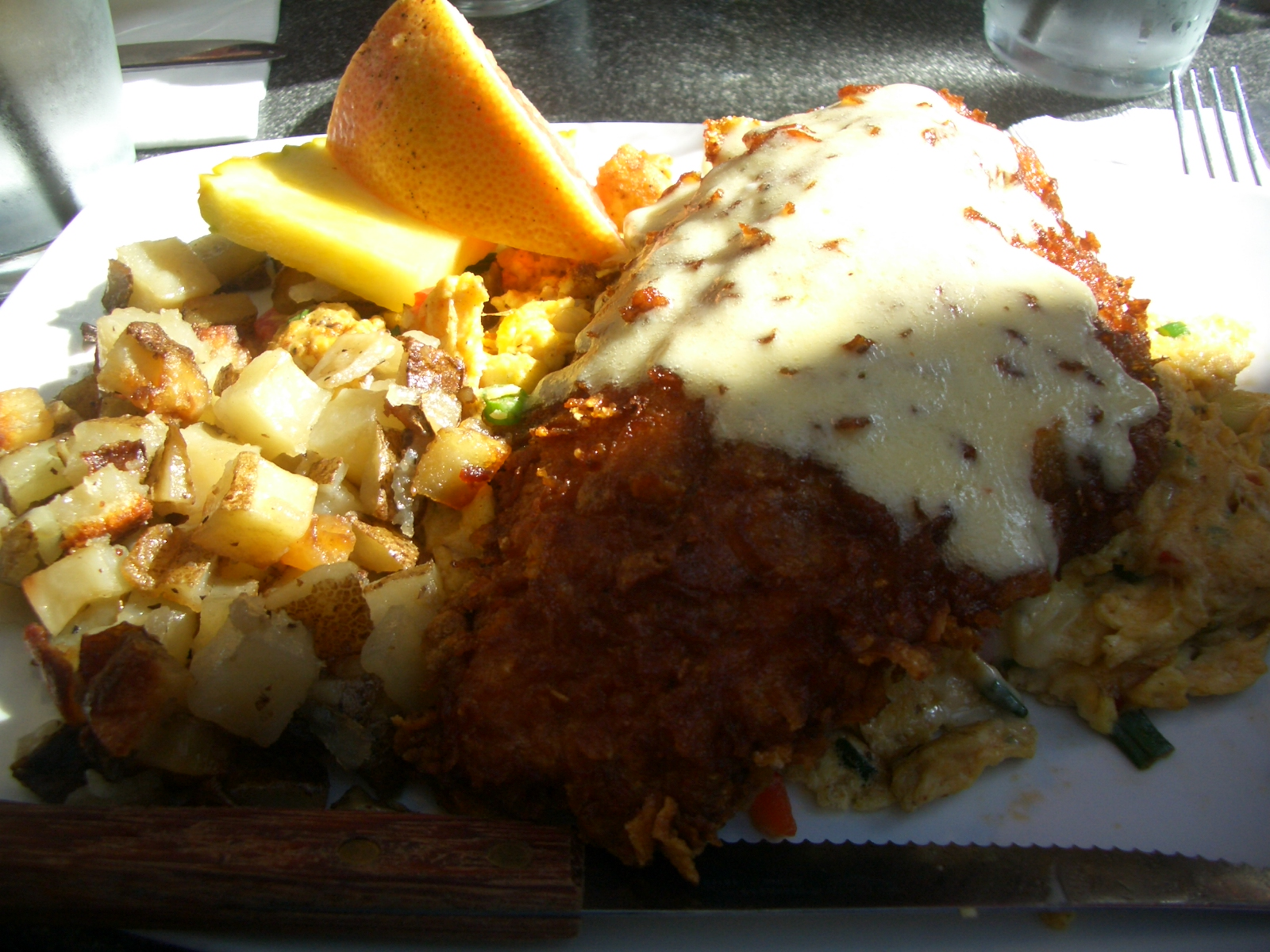
Sült macskacápa krumplis körettel

Kaliforniai birkafejű hal (Semicossyphus pulcher), a kikhlé nagyobb rokona

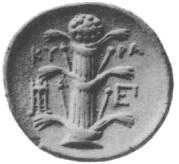
Szilfium egy kürénéi érmén

2. temakhosz – τέμαχος hal- vagy hússzelet, „filé”
3. szelakhosz – σέλαχος cápa vagy rája[5]
4. galeosz – γαλεός valamely kisméretű cápafaj, valószínűleg a Mediterráneumban is honos, maximum egy méterre megnövő tüskés- vagy macskacápa[6]
5. kranion – κρανίον fej (koponya)
6. leipszanon – λείψανον maradvány, maradék darab
7. drimüsz – δριμύς csípős
8. hüpotrimma – ὑπότριμμα moretum,
9. szilfion – σίλφιον – latinul silphium az ókor egyik fontos és értékes fűszer- és gyógynövénye, a római időkben az észak-afrikai Kürenaika tartomány (a mai Líbia területén) keskeny tengerparti sávjában termesztették. Fontosságára jellemző, hogy Küréné minden pénzérméjét e növény képével díszítették. Általánosan elterjedt konyhai felhasználása mellett a gyógyászatban is fontos szerepet játszott, valamint értékes volt laserpicium vagy lasarpicium néven ismert gyantája. Mára kipusztult, ezért pontos azonosítása nem lehetséges, de minden valószínűség szerint  az édesköménnyel rokon növény lehetett.[7]
10. karabosz – κάραβος – tarisznyarák, homár vagy garnéla (esetleg szarvasbogár)
11. meli – μέλι – méz
12. katakekhümenosz – κατακεχυμένος – le- vagy ráöntve (a καταχέω katakheó ráönt valamire, leönt medio-passzív perf. part.-a)
13. kikhlé – κίχλη – apróhal [8]
14. epi – ἐπι rajta, rá, valaminek a tetején / tetejére'
15. kosszüphosz – κόσσυφος – egy tengeri halfajta vagy feketerigó
16. phatta – φάττα – vadgalamb
17. periszterosz – περιστερός – házigalamb
18. alektrüón – ἀλεκτρυών csirke
19. optosz – ὀπτός sült
20. kephalion – κεφάλιον – fejecske
21. kinklosz – κίγκλος – valamilyen kismadár  vagy vöcsök
22. peleia – πέλεια – egy másik fajta vadgalamb --
23. lagóosz – λαγῷος – (vagy λαγῷς lagósz λαγῷν lagón) nyúl, ami azonban lehet egy madárfaj vagy az úgynevezett tengeri nyúlnak nevezett tengericsiga-féle[9]
24. sziraion – σίραιον – must-koncentrátum[10]
25. baphé – βαφή – belemártás
26. traganosz – τραγανός – ropogós
27. pterüx – πτέρυξ – szárny vagy uszony; szárnyas

## A recept
Az étel egyfajta becsinált lehetett és legalább 16 édes és savanyú összetevőből állt. A felsorolt egyes összetevők az ókorban valóban létező és nagy népszerűségnek örvendő, illetve a luxuskategóriába tartozó ételek voltak. Az összetevők:
1. halszeletek
2. cápa vagy rája
3. rothasztott macskacápafej
4. édeskömény(?) vagy különböző fűszerekből összeállított csípős fűszerkeverék
5. szilfion
6. valamilyen rák (tarisznyarák vagy homár) vagy garnéla
7. méz
8. valamilyen (apró?) tengeri hal vagy egy rigóféle
9. egy tengeri halféle vagy feketerigó – ez volt a tetején
10. vadgalamb
11. házigalamb
12. csirke
13. sült vagy pirított vöcsökfej
14. nyúl (vagy valamilyen madár vagy tengeri nyúl)
15. lefőzött mustkoncentrátum
16. szárny vagy uszony

Egyesek 17-ediknek az ouzót is felsorolják az összetevők között.